# Julien Lanet
Julien Lanet, né le 24 mai 1880 à Paris et mort au combat le 26 novembre 1915 à Givenchy-en-Gohelle, est un peintre français.

## Biographie
Julien-Ernest-Léon Lanet est le fils de Nicolas Lanet et de Marie Euphrasie Dorr, marchands de vins.
Élève de Jules Lefebvre et Tony Robert-Fleury, il expose au Salon de 1900 à 1902.
En 1900, il obtient le prix Brizard.
Entre juin 1902 et septembre 1904, il effectue son service militaire, il y obtient le grade de caporal à deux reprises, grade cassé par deux fois pour inconduite habituelle.
Il habite Asnières jusqu'au début de 1905, date à laquelle il rejoint Marault où vivent ses parents.
En 1912, il est jugé pour filouterie d'aliments par le tribunal correctionnel de Melun, il est emprisonné durant deux semaines.
Incorporé en aout 1914 au 79e RI, il est blessé à la tête en septembre 1914.
Il meurt pour la France (décès fixé après la disparition du corps) le 26 novembre 1915, lors de l'assaut de la côte 140, tué à l'ennemi, sur le champ de bataille de Givenchy-en-Gohelle.

## Œuvres exposées aux Salons parisiens
- Premiers soirs d'automne, au Salon de 1900
- Premier frisson ; paysage, au Salon de 1901
- L’Heure solitaire ; paysage, au Salon de 1902